# Сяншен
Сянше́н (кит. трад. 相聲, спр. 相声, піньїнь: xiàngsheng) — жанр традиційної китайської комедійної вистави з переважанням розмовних форм. Як правило, побудований на діалозі двох артистів (zh:对口相声), проте зустрічається також монолог (zh:单口相声) або полілог (zh:群口相声). Сяншен характеризуються великою кількістю каламбурів і алюзій і вимовляються у швидкому комедійному темпі. Сяншен вважається одним із найбільш значущих і популярних у Китаї жанрів виконавського мистецтва. Зазвичай виступи відбуваються на тяньцзинському діалекті (міський діалект жителів Тяньцзіня) або на путунхуа із сильним північним акцентом.

## Формат
Сучасний сяншен будується на чотирьох елементах виконавчої майстерності: мова (說, шо), імітація (學, сюе), передражнення (逗, доу) та спів (唱, чан).

## Історія
Термін «сяншен» спочатку просто позначав імітацію чужої мови та поведінки. У жанр самостійного мистецтва він виріс в епоху імперії Мін. З часів імперії Цін і до 20-х років XX століття сяншен поступово розвивався у жанрі комедійного монологу, а пізніше у сяншені почали переважати діалоги двох чи більше артистів.
Найранішим із відомих артистів сяншена вважається Чжан Саньлу (張三祿), який виступав у середині XIX століття.
Після поширення путунхуа (офіційної мови Китаю) з 1949 року популярність сяншена зростає у всій КНР. Сяншен є невід'ємною частиною програми щорічних шоу на CCTV та інших популярних шоу в Китаї.
Для залучення молодіжної аудиторії, китайські мультиплікатори створюють мультиплікаційні версії різних номерів сяншена з оригінальним звуком.

## Дашань
Одним із найвідоміших сучасних артистів у жанрі сяншен і єдиною «західною» людиною, яка досягла визнання в цьому жанрі, вважається канадець Марк Роузвелл, більш відомий під своїм китайським ім'ям Дашань (кит.大山, буквальне значення — велика гора). Відносно невідомий на Заході, Дашань є найвідомішою «західною» людиною в китайській медійній індустрії і, можливо, єдиним некитайцем, який абсолютно заслужено отримав визнання та популярність в одній із китайських традиційних сфер діяльності. Дашань вільно розмовляє стандартною китайською мовою, а також володіє поширеним на півдні Китаю кантонським діалектом.